# Battaglia di Orlau-Frankenau
La battaglia di Orlau-Frankenau fu combattuta il 24 agosto 1914 nella fase iniziale dell'Invasione russa della Prussia Orientale del 1914 durante la prima guerra mondiale.
Si trattò del primo scontro tra le truppe tedesche del generale Friedrich von Scholtz, schierate a difesa del confine meridionale della Prussia orientale, e i reparti di testa della 2ª Armata russa impegnata in una difficile manovra a tenaglia nel boscoso e paludoso territorio prussiano. Le truppe russe del XV corpo d'armata del generale Nikolaj Martos attaccarono le posizioni difensive tedesche e riuscirono ad avere la meglio pur subendo forti perdite negli attacchi frontali allo scoperto.
La battaglia fu vinta dai russi del generale Martos che ripresero ad avanzare e il generale von Scholtz dovette ripiegare verso nord-ovest ma egli riuscì a mantenere la coesione delle sue truppe, guadagnando tempo e dando modo ai generali Paul von Hindenburg e Erich Ludendorff di concentrare le forze dell'8ª Armata e vincere entro pochi giorni la decisiva battaglia di Tannenberg.